# كل مل اي جوكار (مارغون)
کل مل اي جوکار (بالفارسية: کل مله ای جوکار) هي قرية تقع في إيران في قسم مارغون الريفي. يقدر عدد سكانها بـ 85 نسمة .